# Bolivia
Bolivia (guaraní: Mborivia; quechua: Buliwya; aymara: Wuliwya), officielt Den Flernationale Stat Bolivia (spansk: Estado Plurinacional de Bolivia), er en suveræn stat i det vestlige Sydamerika. Bolivia er en indlandsstat, der grænser op til Brasilien i nord og øst, Paraguay i sydøst, Argentina i syd, Chile i sydvest og Peru i nordvest. Hovedstaden er Sucre, mens La Paz er regeringsby og landets finansielle centrum. Bolivias største by og industrielle centrum er Santa Cruz de la Sierra, der ligger i den lavtliggende østbolivianske region Llanos Orientales.
Bolivia er en enhedsstat inddelt i ni departementer. Landets geografi varierer fra Andesbjergenes tinder i vest til Amazonområdets lavlande i øst. En tredjedel af Bolivias samlede areal udgøres af Andesbjergene. Med 1.098.581 km2 er Bolivia det femte største land i Sydamerika, det 27. største land i verden, og verdens syvende største indlandsstat. Bolivia og nabolandet Paraguay er de eneste indlandsstater i Amerika. Trods sin størrelse er Bolivia et økonomisk såvel som militært svagt land.
Bolivia har et indbyggertal på ca. 11 millioner. Befolkningen er multietnisk og består af indfødte folk, mestizer, europæere, asiater og afrikanere. De racemæssige og sociale skel, der voksede frem i tiden under det spanske overherredømme, er stadig tydelige i det moderne Bolivia. Spansk er Bolivias officielle og mest udbredte sprog, men 36 indfødte sprog har også status af officielle. Heraf er guaraní, aymara og quechua de mest talte.
Før den spanske kolonisering var den bolivianske Andesregion en del af Inkariget, mens det nordlige og østlige lavland var befolket af uafhængige stammer. I det 16. århundrede kom spanske conquistadors til det nuværende Bolivia fra byerne Cusco (Peru) og Asunción (Paraguay), og de erobrede hurtigt magten i området. Som en del af de spanske kolonibesiddelser var Bolivia underlagt audienciaen i Charcas. De spanske konger byggede i høj grad deres imperium på det sølv, der blev udvundet i Bolivias miner. 
Bolivia erklærede sig for uafhængigt i 1809, hvorpå 16 år med krig fulgte. Den 6. august 1825 opstod den moderne stat Bolivia, opkaldt efter folkehelten Simón Bolívar. Siden sin uafhængighed har Bolivia oplevet lange perioder med politisk og økonomisk ustabilitet. Landet har mistet adskillige territorier, bl.a. Acre til Brasilien og dele af lavlandet Gran Chaco. Bolivia har været uden adgang til havet siden Salpeterkrigen (1879-84), hvor Chile annekterede den bolivianske stillehavskyst. Bolivia har gennem aftaler med sine nabolande dog indirekte adgang til både Stillehavet og Atlanterhavet. Bolivia forblev politisk stabil frem til 1971, hvor Hugo Banzer ved et statskup erstattede Juan José Torres' socialistiske regering med et militærdiktatur. Torres blev myrdet af en højreorienteret dødspatrulje i Argentinas hovedstad Buenos Aires i 1976. Banzers diktatur slog hårdt ned på alle former for venstreorienteret og socialistisk modstand, og en lang række bolivianere blev dræbt eller tortureret. Banzer blev væltet i 1978, men vendte senere tilbage som demokratisk valgt præsident i perioden 1997-2001.
Bolivia er medlem af FN, IMF, NAM, OAS, UNASUR, ACTO, BancoSur og ALBA. Bolivia er Sydamerikas næstfattigeste land og er et uland med en fattigdomsrate på 38,6 %. Landet har dog en af Latinamerikas laveste kriminalitetsrater. Landets økonomiske aktiviteter omfatter bl.a. landbrug, skovbrug, fiskeri og minedrift samt fabrikation af tekstiler og tøj. Bolivia er rigt på mineraler, bl.a. tin, sølv og lithium.

## Etymologi
Bolivia er navngivet efter Simón Bolívar, lederen af den spansk-amerikanske frihedskrig (1810–25). Venezuelas leder, Antonio José de Sucre, havde af Bolívar fået valget mellem enten at beholde Øvre Peru (det nuværende Bolivia) under den nyligt dannede republik Peru som forenede provinser, eller at erklære området selvstændigt af Vicekongen i Peru, der havde domineret størsteparten af regionen. Sucre valgte at danne en ny nation og med lokal opbakning opkaldte han den efter Simón Bolívar.
Republikken hed oprindeligt República de Bolivia. Navnet blev officielt vedtaget af den nyligt udråbte republik den 3. Oktober 1825. I 2009 blev vedtaget en ny forfatning for Bolivia og i den forbindelse med landets officielle navn ændret til Estado Plurinacional de Bolivia (Den flernationale stat Bolivia) for at understrege den multietniske kultur og den oprindelige befolknings betydning for landet.

## Historie

### Præ-kolonitiden
Arkæologiske fund viser, at Andesregionen har været beboet de sidste 20.000 år. Bolivias vestlige del (højlandet) har været været beboet i hvert fald 2.500 år, hvor indbyggerne domesticerede lamaen og dyrkede afgrøder i form af kartofler og quínoa. De ældste ruiner i Bolivia findes i Chiripa og dateres til omkring 1.200 f.Kr. I højlandet på Altiplano opstod omkring år 300 Tiwanaku-kulturen (spansk: Tiahuanaco), der bl.a. beherskede metalbrug. Tiwanuku-kulturen blomstrede i årene frem til omkring år 1.000, hvor klimaforandring medførte Tiwanukus undergang. Området blev overtaget af aymaraerne, der beboede højsletten.
Området blev omkring 1.450 invaderet af inkaerne under ledelse af Pachacuti og senere Tupac Inka. Området blev indlemmet i Inkariget som regionen Qullasuyu, men havde i modsætning til de øvrige områder erobret af inkaerne en forholdsvis autonom status i riget. Andre stammer indvandrede til det nuværende Bolivia i tiden efter 1.000 e.Kr., bl.a. Mollo-stammen og Moxos-stammen, der beboede den nordlige og den østlige del af lavlandet.

### Spansk kolonisering
I 1525 nåede spanierne til Inkariget. Spanierne medbragte sygdomme, der var dødelige for den oprindelige befolkning i landet, og befolkningstallet faldt drastisk i perioden herefter, da mange bukkede under for de nye sygdomme, herunder skoldkopper og mæslinger. Det spanske indtog og den efterfølgende borgerkrig i Inkariget førte til Inkarigets fald i 1533, hvilket medførte, at det nuværende Bolivia kom under spansk dominans i den spanske provins Ny Kastilien. Spanierne konstaterede, at området var rigt på mineraler, særlig sølv. Spanierne udnyttede områdets mineralforekomster intensivt og tvangsudskrev den oprindelige befolkning til at arbejde som slaver i minerne.
Sølvforekomsterne var koncentreret omkring bjerget Cerro Rico ("Det Rige Bjerg") og spanierne grundlagde dér byen Potosí, der i store perioder af den spanske koloniperiode var den største by i begge amerikanske kontinenter.

### Uafhængighed
Uafhængighed fra Spanien blev erklæret i 1809, men der fulgte 16 års kamp, før republikken kunne proklameres den 6. august 1825 efter den bolivianske frihedskrig.
Under præsident Mariscal Andres de Santa Cruz oplevede Bolivia den mest fremgangsrige periode i sin historie med store sociale og økonomiske fremskridt. Forskellige krige mod dets naboer blev udkæmpet med succesfuld udgang. Vendepunktet kom måske ved Paucarpata hvor en konføderation af hære fra Peru og Bolivia besejrede chilenske og peruvianske rebeller. Efter sejren blev der underskrevet en fredsaftale der bl.a. tillod de besejrede at vende tilbage til Chile med alle deres våben i behold. Senere vendte de tilbage med de selvsamme våben og besejrede konføderationen. Efter dette nederlag var de næste 60 år i boliviansk historie præget af kup og kortlivede grundlove. Bolivias svaghed blev udstillet i Salpeterkrigen (1879–84), hvor Bolivia mistede sine rige nitratfelter i departementet Litoral og havnen Antofagasta (og dermed adgangen til havet) til Chile. Siden uafhængigheden har Bolivia mistet over halvdelen af sit territorium til nabolandene grundet krige, hovedsageligt ved Freden ved Petrópolis i 1903 og efter Chacokrigen (1932–35).

### Fremvæksten af den nationalistiske revolutionsbevægelse (1951)
Revolutionistpartiet Movimiento Nacionalista Revolucionario (MNR) voksede frem som et parti med bred støtte. Efter, at deres sejr i præsidentvalget 1951 var blevet underkendt, indledte MNR en fremgangsrig revolution 1952. Under ledelse af præsident Víctor Paz Estenssoro, indførte MNR med stærk folkelig støtte almindelig stemmeret, gennemførte omfattende jordreformer med uddannelse for landdistrikternes folk og statsovertagelse af de største tinminer.
Tolv år med tumultarisk styre splittede MNR. I 1964 styrtede en junta præsident Paz Estenssoro ved udgangen af hans tredje periode ved magten. Da præsident René Barrientos Ortuño, et tidligere medlem af juntaen og valgt 1966 omkom, fulgte en række svage regeringer. På grund af den almindelige uorden og de voksende folkelige protester indsatte militæret, MNR og andre oberst Hugo Banzer som præsident i 1971. Banzer styrede med støtte fra MNR mellem 1971 og 1974. Efter splittelse i koalitionen erstattede han derefter civile med medlemmer fra de væbnede styrker og afbrød alle politiske aktiviteter. Økonomien voksede under størstedelen af Banzers præsidenttid, men brud på de menneskelige rettigheder og finansielle kriser i slutningen af hans styre undergravede støtten til ham. Han blev tvunget til at afholde valg i 1978, og Bolivia gik atter ind i en periode med politisk turbulens.

### Militærregeringer: García Meza og Siles Zuazo (1978)
Valgene 1979 og 1981 var uafgjorte og prægedes af valgsvindel. Der gennemførtes statskup, modkup og installeredes interimsregeringer. I 1980 gennemførte general Luis García Meza Tejada et hensynsløst og voldsomt kup, som ikke havde folkelig støtte. García kom til magten på vilkår af, at hans regering skulle sidde ved magten i kun et år, men da året var omme, fremtrådte han i TV og erklærede, at han ville blive siddende. Hans regering blev kendt for brud på de menneskelige rettigheder, narkotikahandel og økonomisk vanstyre. Under hans præsidentperiode indtrådte den inflation, som senere skulle svække Bolivias økonomi. Han dømtes i 1989 i sit fravær for flere forbrydelser, blandt andet mord, og udleveredes fra Brasilien i 1995 for at udstå en 30-årig fængselsstraf.

Efter, at militære rebeller havde tvunget García Meza til at gå af i 1981, kæmpede yderligere tre militærregeringer i 14 måneder med Bolivias voksende problemer. Uroligheder tvang militæret til at sammankalde den kongres, som valgtes i 1980, og tillade den at vælge en ny præsident. I oktober 1982, 22 år efter sin første præsidentperiode (1956-1960), blev Hernán Siles Zuazo atter præsident.

### Sánchez de Lozada og Banzer: Liberalisering af økonomien (1993-2001)
Gonzálo Sánchez de Lozada drev hårdt sine økonomiske og sociale reformer. Den mest dramatiske forandring af Sánchez de Lozadas regering var kapitaliseringsprogrammet under hvilket investorer, mest udenlandske, i bytte mod kapital kunne erhverve 50 % ejerandel og kontrol af statslige virksomheder som fx den statslige olieindustri, telekommunikationssystem, flyselskaber, jernbaner og elektronikindustrien. Reformerne og den økonomiske omstrukturering mødte stærk modstand fra visse dele i samfundet og fremkaldte gentagne og undertiden voldsomme protestaktioner mellem 1994 og 1996, frem for alt i La Paz og kokadyrkningsregionen i Chapare. Sánchez de Lozadas regering gennemførte en politik, som indebar økonomisk kompensation til avlere i Chapare, som frivilligt udryddede ulovlig koka. Politikken fik dog ringe opbakning, og i midten af 1990-erne stod Bolivia for en tredjedel af verdens koka, som forarbejdedes til kokain.
Under den periode blev Bolivias fagforeningers paraplyorganisation, Central Obrera Boliviana (COB), ude af stand til at udfordre regeringens politik. En lærerstrejke i 1995 blev slået ned, da COB ikke kunne mobilisere tilstrækkeligt mange af sine medlemmer, der i blandt byggeri- og fabriksarbejdere. Staten anvendte sig af selektive love for at holde forstyrrelser fra lærerne nede på et minimum. Lærerne ledtes af Trotskijtrogna og ansås at være den mest militante fagforening inden for COB. Deres fald blev et stort tilbageslag for COB, som ble afsløret i korruption og indre stridigheder 1996.
Ved valget i 1997 fik lederen af Acción Democrática Nacionalista (ADN) og den tidligere diktator general Hugo Banzer 22 % af stemmerne, mens MNR fik 18 %. Banzer dannede en koalition mellem ADN, MIR, UCS og CONDEPA, som havde majoriteten i den bolivianske kongres. Kongressen valgte ham som præsident, og han indsattes den 6. august 1997. Under valgkampagnen havde Banzer lovet at afbryde privatiseringen af det statsligt ejede olieselskab YPFB. Dette ville dog antagelig være svært at gennemføre under hensyn til Bolivias svage position i forhold til internationale virksomheder.
Banzers regering fortsatte i stedet med markeds- og privatiseringspolitikken, som var påbegyndt tidligere, og den relativt stadige økonomiske vækst fortsatte frem til Banzers tredje år ved magten. Efter det bidrog regionale, globale og indenlandske faktorer til en nedgang. Finansielle kriser i Argentina og Brasilien, synkende verdenshandelspriser på eksportprodukter og faldende beskæftigelse inden for kokasektoren pressede Bolivias økonomi. Tillige blev en omfattende korruption inden for den offentlige sektor kendt. Disse faktorer bidrog til voksende protester fra samfundet under den anden halvdel af Banzers præsidentperiode.
I begyndelsen af sin regeringstid oprettede Banzer specielle politistyrker, som fysisk skulle udrydde den illegale kokadyrkning i Chapareregionen. Politikken forårsagede en fireårig nedgang i Bolivias kokaproduktion, hvilket førte til, at Bolivia blev en relativt lille leverandør af koka til kokainfremstilling. De mennesker, som blev arbejdsløse på grund af kokaudrydningen, strømmede ind til byerne, især til El Alto, slumområdet nær La Paz. Jaime Paz Zamoras parti MIR, som støttede denne politik, var Banzers koalitionspartner under hele regeringsperioden.
Banzer forlod præsidentposten den 6. august 2001 efter, at han havde fået diagnosen cancer. Han døde mindre end et år senere. Hans amerikansk uddannede vicepræsident, Jorge Fernando Quiroga Ramírez, var præsident under det sidste år af hans periode.

### Valget 2002
Grundloven tillod ikke Quiroga at deltage i præsidentvalget 2002.
I de nationale valg i juni 2002 vandt den tidligere præsident Gonzalo Sánchez de Lozada (MNR) med 22,5 % af stemmerne foran den kokaforsvarende indianske bondeleder Evo Morales (Movimiento al Socialismo, MAS) med 20,9 %. Morales vandt over populistlederen Manfred Reyes Villa (Nueva Fuerza Republicana NFR) med blot 700 stemmer og fik derved en plads i kongresvalget mod Sánchez de Lozada den 4. august 2002.
En aftale i juli 2002 mellem MNR og fjerdeplacerede MIR, som atter ledtes i et valg af den tidligere præsident Paz Zamora, sikrede kongressens valg af Sánchez de Lozada som præsident, og den 6. august svor han præsidenteden for anden gang. MNR:s platform indeholdt tre målsætninger: økonomisk genaktivering (inklusive jobskabelse), arbejde mod politisk korruption samt social integration.

### Første indianske præsident
Ved det bolivianske præsidentvalg den 18. december 2005 stillede partiet Moviemento al Socialismo med den indianske Evo Morales op mod Jorge Quiroga, leder af Poder Democratico y Social (PODEMOS) og tidligere leder af Acción Democrática Nacionalista (ADN).
Morales vandt valget med 53,74 % af stemmerne, en absolut majoritet som er usædvanlig i bolivianske valg. Morales blev indsat som præsident den 22. januar 2006 for en femårig regeringsperiode. Inden hans officielle indsættelse i La Paz, indsattes han ved et Aymararitual på den arkæologiske lokalitet Tiwanaku i overværelse af tusindvis af personer fra Aymarabefolkningen og repræsentanter fra hele Latinamerika. Morales og MAS gennemførte en lang række reformer af det bolivianske samfund. Morales måtte dog træde tilbage som præsident i 2019 efter beskyldninger om valgsvindel.

## Geografi
Bolivia er en indlandsstat, der er placeret centralt i Sydamerika mellem 57°26'–69°38'W and 9°38'–22°53'S. Landet har dog indirekte adgang til Atlanterhavet via Paraguayfloden. Bolivias areal udgør 1.098.581 km2, hvilket gør landet til verdens 28. største land målt på areal.
Bolivia har grænser mod Peru og Chile i vest, Paraguay og Argentina i syd og Brasilien i øst og nord.
Bolivias geografi omfatter en række forskellige landskabsformer. Det vestlige Bolivia er præget af højlandsplateauet Altiplano, der ligger i Andesbjergene. Den østlige del er lavland og er i store områder dækket af regnskov. Den østlige del indgår i Amazonområdet. Grundet de mange forskellige landskabsformer besidder Bolivia en stor biodiversitet og der er i landet en række økozoner. Områderne har voldsomme forskelle i højde, der rækker fra landets højeste punkt, Nevado del Sajama, i 6.542 m.o.h. til omkring 70 m.o.h. ved Paraguayfloden.
Bolivia kan inddeles i tre hovedområdet:
- Andesregionen i det sydvestlige del af landet. Andesregionen omfatter ca. 28 % af arealet med 307.603 km2. Området er højland med mere end 3.000 m.o.h. og ligger mellem de to store bjergkæder Cordillera Occidental og Cordillera Central med nogle af de højeste tinder i Amerika, såsom Nevado Sajama (6.542 m) og Illimani med 6.462 i bjergkæden Cordillera Real. Cordillera Occidental indeholder flere af Bolivias vulkaner og afgrænser Altiplano mod vest. På Cordilla Central ligger også Titicacasøen, den højest beliggende kommercielt sejlbare sø i verden og den største sø i Sydamerika. Søen ligger på grænsen mellem Bolivia og Peru. I regionen er Altiplano og også Salar de Uyuni, verdens største saltslette.
- Sub-Andesregionen i den centrale og sydlige del af landet er en region mellem Altiplano og den østlige slette. Regionen udgør 13 % af Bolivias areal med 142.815 km2 og omfatter de bolivianske dale og Yungas-regionen. Området har en del landbrug og tempereret klima.
- Llanos-regionen i den nordøstlige del har et areal på 648.163 km2 og udgør 59 % af Bolivias areal. Regionen er beliggende nord for Cordillera central og ligger fra foden af Andesbjergene til Paraguayfloden. Det er et område med fladt land og små plateauer, det meste dækket af regnskov med en omfattende biodiversitet. Regionen ligger i op til 400 meters højde.

### Geologi
Bjergkæderne og bjergområderne i Bolivia består af massive kompakte klipper af magmatiske, sedimentære og metamorfe bjergarter. De lavere plateauer og flodområderne består for stor dels vedkommende af ler, sand og grus.
Blandt råstoffer findes lithium, tin, naturgas, petroleum, zink, wolfram, antimon, sølv, jern, bly, guld, tømmer og vandkraft.

### Hydrografi
I Bolivia findes der tre store flodområder: Amazonas, La Plata og Altiplano.

#### Amazonas' flodområde
Amazonas' flodområde omfatter et areal på 724.000 km² (65,9 % af Bolivias område). Området deles med Brasilien, Guyana, Venezuela, Colombia og Peru. Floderne er kilder til mange store søer og laguner, som fx Murillo og Mentiroso som får sin vandtilførsel fra Madre de Dios. Amazonas største biflod er Mamoréfloden som er 2.000 kilometer lang. Den løber sammen med den 1.113 kilometer lange Beni og danner Amazonflodens største biflod, Madeira. Madeira danner der efter på en strækning af 95 kilometer en naturlig grænse i forhold til Brasilien inden, at den løber sammen med Abuná og fortsætter ind i Brasilien.
Andre vigtige floder er Madre de Dios, som er 1.150 kilometer lang og i Peru har navnet Heath inden, at den efter 510 kilometer i Bolivia overgår i Benifloden. Guaporéfloden (også kaldet Iténez) er omkring 1.500 kilometer lang og er den største biflod til Mamoréfloden. Den går i nordvestlig retning og danner grænse mod Brasilien på 970 kilometer. Andre vigtige floder er Blanco, Negro, Yata, Tahuamanu, Orthon, San Julian og Paragúa.
De vigtigste søer i flodområdet er Rogaguado, som er 154 km² stor, samt Huaytunas (også kaldet Ginebra) som er den største sø med sit areal på 550 km². De mest kendte laguner er Huachi, San Jorge, Nuevo Mundo och Arani (også kaldet Araré), som alle er mere end 50 km² store.

#### La Platas flodområde
La Platas flodområde omfatter et areal på 229.500 km² (20,9 % af Bolivias område). De bolivianske bifloder til Río de la Plata er generelt mindre end Amazonflodens. Hovedfloder i området er Pilcomayofloden, som begynder i Oruro på 5.200 meters højde og strømmer i sydøstlig retning inden, at den løber sammen med Paraguayfloden i Asunción. Floden er omkring 1.590 kilometer lang, hvoraf 789 kilometer går gennem Bolivia og 47 kilometer danner grænse mod Argentina. Paraguayfloden er i alt 2.625 kilometer lang, men kun 48 kilometer berører Bolivia, hvor den udgør grænsen mod Brasilien.
Andre vigtige floder i området er Bermejofloden, som tager sin begyndelse i Bolivia men snart går ind i Argentina efter, at på en strækning have dannet grænse mellem de to lande. Grande de Tarija begynder også i Bolivia men ender i Bermejoconfloden, som krydser grænsen til Argentina. Andre floder er Tarijafloden, Nuevo Guadalquivir og Itaú.
De vigtigste laguner i området er Uberaba, som er 400 kvadratkilometer og deles med Brasilien. Mandiorélagunen er 300 kvadratkilometer hvoraf 100 ligger i Bolivia og får sin vandtilførsel fra Paraguayfloden. Gaiba er 200 kvadratkilometer stor og delas med Brasilien. Cáceres er lige så stor og ligger i sin helhed i Bolivia. Lagunen Mirim ligger i Gran Pantanal.
På Altiplano findes flere floder, søer, laguner og vandløb, som ikke har sin retning mod noget hav. Den vigtigste af dem er Desaguaderofloden som med sine 436 kilometer er den længste højplateauflod. Den begynder i Titicacasøen på 3.810 meter over havet og strømmer i sydøstlig retning, med en faldhøjde på 124 meter til sin munding på 3.686 meter i Poopósøen. Laucafloden begynder i Cotacotanilagunen i Chile for at umiddelbart derefter gå ind i Bolivia. Den er 225 kilometer lang og ender i Coipasa lige som Laca Jahuira, som er 135 kilometer lang, begynder ved Poopósøen og ender i den nordlige del af det store saltområdet.

#### Altiplanos flodområde
Altiplanos flodområde er 145.081 kvadratkilometer stort og omfatter 13,2 % af Bolivias område.
Der findes fire store søer i området. Den største er Titicacasøen, som er 8.562 km2, hvoraf 3.790 km2 ligger i Bolivia. Andre søer er Poopósjön på 1.337 km², som får vand fra Titicacasøen, Uru Uru som har en overflade på 260 km² og ligger nord for Poopósøen samt den tredje største sø, Coipasa, som er 806 km².
Lagunerna i området består både af saltvand og ferskvand. En af de vigtigere er Colorada, som er 60 km² og ligger i den sydlige del af departementet Potosí. Lagunen er rødfarvet på grund af sedimenter og søgræs. Nord for Colorada ligger Pastos Grandes, som er 90 km² men lavvandet, da den ikke har så stor en tilførsel af vand. Andre laguner er Verde, Salada, Khara og Blanca.
Kalina (også kaldet Busch) på 20,6 km² er den største af ferskvandslagunerne. Den ligger i departementet Potosís sydlige del nær grænsen til Argentina. Andre ferskvandslaguner er Coruto (15,8 km²), Loromayu (9 km²), Coranto (6,36 km²), Morijon, Chipapa (7,24 km²) og Chojllas (5,42 km²) samt Hedionda, Celeste, Kollpa, Totoral, Zapaleri og Khastor (3,62 km²).
I flodområdet findes salt, som er produktet af afdampning fra den gamle sø Minchin, som lå i bjergområdet, da Andesbjergene begyndte at rejse sig for millioner af år siden. Det største saltområde er Uyuni, som omfatter et areal på 12.000 km² og er omkring 120 meter tykt. Coipasa i departementet Oruro har et areal på 2.218 km² med en tykkelse på 100 meter. Andre store saltområder er Empexa, Chiguana, Chalviri, Laguani og Salar de la Laguna.

### Klima
Bolivias klima varierer voldsomt fra de forskellige økoregioner; fra tropisk klima i det østlige llanos til polarklima i det vestlige Andes. Sommeren er varm og fugtig i øst og tørt i vest. Vintrene er kolde i vest og det sner i bjergregionerne, hvorimod det på højsletten blæser en del. Efteråret er tørt i de ikke-tropiske regioner. Når vejrfænomenet El Niño indtræder sker store ændringer i vejret..
- Llanos har et fugtigt tropisk klima med gennemsnitlige temperaturer på ca. 30 °C. Vinden kommer fra Amazonas og forårsager kraftige regnskyl. I maj er der mindre nedbør som følge af tørre vinde og de fleste dage har blå himmel. Fra syd kan komme vinde (kaldet surazos), der bringer køligere temperaturer med sig i flere dage ad gangen.
- Altiplano har et ørken-polarklima med kraftige og kolde vinde. Den gennemsnitlige temperatur er mellem 15 og 20 °C. Om natten falder temperaturerne til lidt over 0 °C. Om dagen er vejret tørt og sollyset stærkt. Det sner ofte i regionen.
- Dalene og Yungas har tempereret klima. De fugtige nordøstlige vinde møder bjergene, hvilet gør regionen fugtig og regnfuld. Temperaturerne afhænger af højden med køligere temperaturer jo højere oppe. Det sner i højder på mere end 2.000 meter.
- Chaco har et subtropisk klima. Det er regnfuldt og fugtigt i januar og resten af året er der varme dage og kolde nætter.

| Vejr for Santa Cruz de la Sierra     | Vejr for Santa Cruz de la Sierra | Vejr for Santa Cruz de la Sierra | Vejr for Santa Cruz de la Sierra | Vejr for Santa Cruz de la Sierra | Vejr for Santa Cruz de la Sierra | Vejr for Santa Cruz de la Sierra | Vejr for Santa Cruz de la Sierra | Vejr for Santa Cruz de la Sierra | Vejr for Santa Cruz de la Sierra | Vejr for Santa Cruz de la Sierra | Vejr for Santa Cruz de la Sierra | Vejr for Santa Cruz de la Sierra | Vejr for Santa Cruz de la Sierra |
|                                      | Jan                              | Feb                              | Mar                              | Apr                              | Maj                              | Jun                              | Jul                              | Aug                              | Sep                              | Okt                              | Nov                              | Dec                              | År                               |
| ------------------------------------ | -------------------------------- | -------------------------------- | -------------------------------- | -------------------------------- | -------------------------------- | -------------------------------- | -------------------------------- | -------------------------------- | -------------------------------- | -------------------------------- | -------------------------------- | -------------------------------- | -------------------------------- |
| Gennemsnitlig maks °C                | 30,2                             | 30,5                             | 29,5                             | 27,7                             | 24,9                             | 23,1                             | 23,9                             | 27,7                             | 29,4                             | 29,8                             | 30,7                             | 31,4                             | 28,2                             |
| Gennemsnitlig °C                     | 26,8                             | 26,6                             | 26,2                             | 24,7                             | 22,8                             | 20,4                             | 21,1                             | 23                               | 25,2                             | 26,4                             | 27,1                             | 27                               | 24,8                             |
| Gennemsnitlig min °C                 | 21,3                             | 21,3                             | 20,5                             | 18,9                             | 16,5                             | 15,4                             | 14,8                             | 16,3                             | 18,7                             | 19,8                             | 20,3                             | 20,9                             | 18,7                             |
| Gennemsnitlig nedbør mm              | 203                              | 134                              | 118                              | 118                              | 84                               | 73                               | 61                               | 37                               | 58                               | 108                              | 143                              | 185                              | 1,321                            |
| Kilde: Deutscher Wetterdienst (tysk) |                                  |                                  |                                  |                                  |                                  |                                  |                                  |                                  |                                  |                                  |                                  |                                  |                                  |

### Nationalparker
Bolivia har udpeget 22 nationalparker og naturbeskyttelsesområder. Den første nationalpark, Sajama nationalpark blev udlagt allerede i 1939. Den største nationalpark er Kaa-Iya nationalpark, der med et areal på 34.411 km² er blandt de største nationalparker i Sydamerika.

## Politik
Bolivia var tidligere plaget af en meget lang række af militærkup, men har siden 1982 haft demokratisk valgte regeringer. I tiden forinden var landet plaget af en betydelig række af militærkup, men ved præsidenterne Hernán Siles Zuazo (1982–85) og Víctor Paz Estenssoro (1985–89) begyndte en tradition med fredelig overdragelse af magten til efterfølgerne, selvom to præsidenter efter 1982 har måtte trække sig fra embedet som følge af uroligheder: Gonzalo Sánchez de Lozada i 2003 og Carlos Mesa i 2005.
Bolivia har en tradition for mange politiske partier, der har været repræsenteret i præsidentembedet og i parlamentet. De dominerende partier i perioden fra 1985 til 2005 var Movimiento Nacionalista Revolucionario, Acción Democrática Nacionalista og Movimiento de la Izquierda Revolucionaria - Nueva Mayoría. Den nuværende præsident er Luis Arce, der repræsenterer partiet Movimiento al Socialismo.
Bolivias nuværende forfatning blev udarbejdet i 2006-07 og vedtaget i 2009 foreskriver en opdeling mellem lovgivende, udøvende og dømmende magt samt yderligere et selvstændigt administrativt organ, Valgrådet, der er ansvarlig for afholdelse af valg i landet. Forfatningen hjemler en udstrakt grad af magt hos den siddende præsident, og adskiller sig derfor ikke synderligt fra tidligere forfatninger i landet. Nationalkongressens rolle er primært at debattere og at godkende lovgivning, der er foreslået af præsidenten/regeringen. Herudover er der ved forfatningen lagt vægt på Bolivias "flerkulturelle" baggrund, og forfatningen indeholdt en styrkelse af lokalt selvstyre.
Domstolene har - som den øvrige del af den offentlige administration - været plaget af korruption og manglende effektivitet. Evo Morales gennemførte i 2012 en reform, hvor landets dommere blev afsat og i stedet erstattet af folkevalgte dommere, hvilket imidlertid ikke har fået ændret domstolenes ry. Øverest i domstolshierakiet er Bolivias højesteret og forfatningsdomstolen.
Den udøvende del af magtopdelingen udgøres af præsidenten og vicepræsidenten. Præsidenten vælges ved direkte valg og er samtidig regeringsleder. Bolivias regering består pt. af 20 ministre. Præsidenten vælges hver femte år og regerer fra præsidentpaladset, Palacio Quemado, i La Paz. Såfremt en kandidat ikke opnår mere end 40 % af stemmerne og med en føring på 10%-point til afstemningens nummer to, afholdes en ny valgrunde mellem de to af kandidaterne, der opnåede fleste stemmer i første runde.
Nationalforsamlingen (Asamblea Legislativa Plurinacional) har to kamre. Deputerkamret Cámara de Diputados har 130 medlemmer, der vælges for femårige perioder i en blanding af enkeltmandskredse (circunscripciones) og kredse med udpegning af flere baseret på antal stemmer samt 7 udpeget af de oprindelige folk. Senatet (Cámara de Senadores) har 36 medlemmer (fire fra hvert af Bolivias 9 departementer). Senatorerne vælges for to perioder af fem år. Nationalforsamlingen har hjemsted på Plaza Murillo i La Paz, men samles også i andre byer i Bolivia. Vicepræsidenten er leder af Nationalkongressen.

### Relationer til udlandet
Tabet til Chile af kystlinjen mod Stillehavet under Salpeterkrigen (også kaldet Stillehavskrigen) i 1903 er fortsat et åbent sår i Bolivia, og landet har fortsat som officiel politik, at kræve landområdet tilbage. Det territoriale krav indgår i Bolivias forfatning artikel 267. Det understreges dog i forfatningen, at krav om landområdet skal gennemføres på fredelig vis. Bolivia fik ved fredsslutningstraktaten ret til passage gennem Chile og stillet havnefaciliteter til rådighed i Chile.
Evo Morales har meldt Bolivia ud af Verdensbanken, for at kunne gennemføre sin politik, der bl.a. involverer nationaliseringer. I protest mod Verdensbanken og amerikansk (USA) indflydelse i Sydamerika etablerede Venezuelas kontroversielle præsident Hugo Chavez i samarbejde med Cuba et sydamerikansk handelssamarbejde kaldet ALBA (Alianza Bolivariana para los Pueblos de Nuestra América). Evo Morales sluttede i 2006 Bolivia til ALBA, der ligeledes fandt tilslutning blandt de socialistiske sydamerikanske lande. Organisationens omfattende planer om samarbejde i regionen, herunder gennem etablering af en fælles valuta, har dog vist sig vanskelige at gennemføre i praksis.

### Militær
Bolivias hær består af tre værn: Hæren, Flåden og Luftvåbnet. Der er værnepligt i landet for alle mænd og kvinder over 18 år, værnepligtperioden er 12 måneder. Frivillige kan melde sig, når de er 17 år gamle. Det er muligt at melde sig frivilligt til "præliminær tjeneste" i en alder af 15-19, hvilket indebærer, at senere indkaldelse ikke kan ske. I perioder med mangel på frivillige er der foretaget indkaldelse af værnepligtige i en alder på helt ned til 14 år. Den bolivianske regering anvendte i 2012 1,47% af landets BNP på militæret.
Den Bolivianske hær omfatter ca. 31.500 mand, der er inddelt i seks militære regioner (regiones militares- RMs). Hæren er organisatorisk inddelt i 10 divisioner.
Selvom Bolivia er en indlandsstat, råder landet over en mindre flåde (Fuerza Naval Boliviana), der i 2008 omfattede ca. 5.000 mand. Flåden er udstationeret ved de mange floder i Amazonbassinet og har som primær opgave at patruljere og forhindre narkosmugling. Der er yderligere udstationeret flådeenheder på Titicacasøen.
Bolivias luftvåben (Fuerza Aérea Boliviana eller blot FAB) opererer fra ni luftbaser placeret i La Paz, Cochabamba, Santa Cruz, Puerto Suárez, Tarija, Villamontes, Cobija, Riberalta og Roboré. Luftvåbnets flytyper omfatter primært en række helikoptere (herunder bl.a. 12 Bell UH-1 Iroquois, 9 Robinson R44 og 6 kinesiske Harbin Z-9) og transportfly. Transportflyene er hovedsagelig mindre fly, men der rådes over tre Lockheed Martin C-130 Hercules og tre McDonnell Douglas DC-10. Flyvevåbnet råder tillige over 10 ældre canadisk byggede varianter af træningsflyet Lockheed T-33 og 6 pakistansk byggede versioner af det kinesiske træningsfly Hongdu JL-8, der begge benyttes til luftforsvar og har kapacitet til at angribe mål på jorden.

### Administrativ inddeling
Bolivia er administrativt inddelt i ni departementer. Departementerne er det øverste niveau af Bolivias administrative opdeling og ledes af en folkevalgt guvernør (gobernador).
De ni departementer er: Pando, La Paz, Beni, Oruro, Cochabamba, Santa Cruz, Potosi, Chuquisaca, Tarija.
Departementerne er opdelt i provinser, der udgør andet niveau i den administrative opdeling. Der er i alt 112 provinser, der igen er opdelt i 337 kommuner (municipales), der atter er opdelt i kantoner.
| Departement | Abbr. | Hovedstad               | Største by              | Befolkning (2012) | Areal km2 | Indbyggere pr. km2 | Repræsentanter i førstekammer |
| ----------- | ----- | ----------------------- | ----------------------- | ----------------- | --------- | ------------------ | ----------------------------- |
| Beni        | B     | Trinidad                | Trinidad                | 421.196           | 213.564   | 1,97               | 9                             |
| Chuquisaca  | H     | Sucre                   | Sucre                   | 576.153           | 51.524    | 11,18              | 11                            |
| Cochabamba  | C     | Cochabamba              | Cochabamba              | 1.758.143         | 55.631    | 31,6               | 19                            |
| La Paz      | L     | La Paz                  | El Alto                 | 2.706.351         | 133.985   | 20,2               | 29                            |
| Oruro       | O     | Oruro                   | Oruro                   | 494.178           | 53.588    | 9,22               | 9                             |
| Pando       | N     | Cobija                  | Cobija                  | 110.436           | 63.827    | 1,73               | 5                             |
| Potosí      | P     | Potosí                  | Potosí                  | 823.517           | 118.218   | 6,97               | 14                            |
| Santa Cruz  | S     | Santa Cruz de la Sierra | Santa Cruz de la Sierra | 2.655.084         | 370.621   | 7,16               | 25                            |
| Tarija      | T     | Tarija                  | Tarija                  | 482.196           | 37.623    | 12,82              | 9                             |

## Økonomi
Bolivias økonomi er målt på størrelsen af landets BNP placeret som nr. 92 i verden (2013) med et samlet BNP på 59 milliarder dollars. BNP pr. indbygger udgør ca. 5.500 $, hvilket rækker til en placering som nr. 155 blandt verdens lande. Bolivia har det laveste BNP pr. indbygger i hele Sydamerika og er således det fattigste land på kontinentet.
Bolivias økonomi har historisk været afhængig af en enkelt råvare. Gennem perioder med ensidig udvinding og produktion af råvarer, der har skiftet fra sølv til tin og senere til olie/gas, har Bolivia kun i kortere perioder oplevet økonomisk diversifikation. Politisk ustabilitet og vanskelige topografiske forhold har gjort det vanskeligt at modernisere landbrugssektoren og industrien. Perioder med kraftig inflation og korruption har ligeledes vanskeliggjort økonomisk vækst i Sydamerikas fattigste land, men i de senere år er der dog set en generel vækst i landets økonomi, der bl.a. medførte, at Bolivia af de internationale kreditratingbureauer blev opgraderet i 2010. Store dele af landets befolkning er dog fortsat fattige, og pr. 2011 levede 45% af landets befolkning under den internationale fattigdomsgrænse på 2$ om dagen.
Mineindustrien, særlig udvinding af naturgas og zink, dominerer Bolivias eksport, hvis primære produkter består af naturgas, råolie, soyabønner/soyaprodukter, zink-malm og tin. Største eksportmarkeder i 2012 var Brasilien (41,8%), USA 18,4%, Argentina 7,3% og Peru 4,9%.
Udvinding og eksport af mineraler, herunder tin udgør en væsentlig del af Bolivias økonomi og Bolivias økonomi blev derfor hårdt ramt af et dramatisk fald i priserne på tin i begyndelsen af 1980'erne. Siden 1985 har Bolivias regeringer gennemført en række reformer med henblik på at opnå en makroøkonomisk prisstabilitet og strukturelle reformer til at tiltrække udenlandske investeringer og et grundlag for vækst i økonomien.
Bolivia har de næststørste reserver af naturgas i Sydamerika. Opdagelsen af de store naturgasreserver udløste i perioden 2003-05 politisk ustabilitet, etniske uroligheder og voldelige protester grundet uenighed om udnyttelsen af ressourcerne. De oprindelige planer gik ud på at eksportere gas til det nordamerikanske marked, men som følge af uroen og Evo Morales' valg til præsidentposten, blev planerne opgivet. Bolivias regering gennemførte i 2005 en kontroversiel lovgivning, der pålagde udenlandske operatører betydelig højere afgifter til staten, ligesom udenlandske virksomheder, der skulle stå for udvindingen, blev pålagt at indgå kontrakter med risikodeling, ligesom alle udvindingsrettigheder blev overdraget til den bolivianske stat. Naturgassen eksporteres i dag primært til Brasilien, som Bolivias regering har indgået en langtids-leveringsaftale med om levering af naturgas frem til 2019. Størsteparten af Bolivias indtægter kommer fra eksporten af gas til Brasilien og til Argentina.
Energieksporten har givet Bolivia indtægter op gennem 2000'erne og 2010'erne, der har været begunstiget af stigende energipriser i perioden, hvilket har givet Bolivia de højeste vækstrater i regionen. Manglende investeringer i mine- og gassektorerne udgør dog fortsat en udfordring for Bolivias økonomi, ligesom der generelt i landet en en række hindringer for erhvervslivet og udenlandske investeringer. På det økonomiske område er Bolivia af organisationen "Heritage.org" i 2010 angivet som værende "repressed" ("undertrykt", i betydningen, at de frie markedskræfter i vidt omfang er sat ud af spillet).
Det amerikanske US Geological Service anslår, at Bolivia besidder naturressourcer af litium svarende til 5,4 millioner tons, hvilket anslås at udgøre mellem 50 og 70% af verdens samlede reserver. Udvinding af litium-reserverne vil imidlertid indebære en ødelæggelse af landets store saltsøer omkring Salar de Uyuni, der er et vigtigt mål for turister i landet. Regeringen ønsker ikke at ødelægge de unikke landskaber, der tiltrækker mange turister. Regeringen forsøger dog at skabe grundlag for en bæredygtig udvinding af litium gennem det statsejede selskab "Recursos Evaporíticos".
Bolivia var tidligere dybt afhængig af udenlandsk hjælp. Efter gennemførelse af en række reformer op igennem 1980'erne bl.a. iværksat af IMF og en række gældssaneringer, er Bolivia i dag stort set uafhængig af udenlandsk støtte. Udover reformerne har indtægterne fra gaseksporten i høj grad været medvirkende til at bidrage til landets økonomi. Bolivia har opnået er overskud på statsfinanserne i 2012 på 1.7% af BNP.
Indtægter fra turisme er vokset jævnt op siden 1990'erne. Trods politiske uroligheder omkring 2003-06 er sikkerhedssituationen i landet generelt god, hvilket gør det muligt at rejse frit i landet og i byerne uden iagttagelse af særlige sikkerhedsforskrifter.
Bolivia er en del af det økonomiske samarbejdsområde ALBA, der var grundlagt af Venezuelas daværende præsident Hugo Chavez, som et modstykke til det nordamerikanske frihandelsområde NAFTA.

## Transport
Transport i Bolivia foregår primært som vejtransport. Jernbanerne var historisk af stor betydning for landet, men spiller i dag en mindre rolle. Som følge af landets geografi med betydelige højdeforskelle og uvejsomme terræn, er luftfart en vigtig del af landets transportsystem.

### Vejsystem
Bolivias vejsystem bestod i 2010 af i alt 80.488 km vej, hvoraf blot 11.993 km er asfalteret. Anlæg af veje er vanskeligt grundet de geografiske forhold og på grund af manglende ressourcer. Der er et begrænset hovedvejsnet med hovedveje mellem Oruro - Patacamaya og La Paz (114 km), Cochabamba - Quillacollo (14 km) og Santa Cruz de la Sierra - Montero (48 km)
På trods af status af hovedveje, er disse ikke asfalteret alle steder. Vejene kan blive oversvømmet i regntiden eller forvandlet til mudder, ligesom jord- eller mudderskred lejlighedsvist blokerer hovedvejene.
Udover det begrænsede hovedvejsnet har Bolivia et net af landeveje (Rutas Nationales), der forbinder de større byer.
Bolivia er berømt og berygtet for vejen mellem La Paz og Coroico, som ligger 56 kilometer nordøst for La Paz i Yungasregionen. Vejen, kaldet Yungasvejen (spansk: Camino de Las Yungas, også El Camino de la Muerte, dansk: Dødsvejen), løber fra kanten af Altiplano og ned langs de stejle bjergsider mod lavlandet. Vejen er smal, og der omkommer årligt mere end hundrede personer på vejen. Flere turister tager turen på mountainbike fra La Paz.

### Jernbanetransport
Jernbanenettet blev udviklet forholdsvist sent i Bolivia, bl.a. på grund af følgerne af landafståelser og dårlig økonomi efter nederlaget i Stillehavskrigen. Udenlandske investorer, primært britiske, så muligheder i anlæg af jernbaner til La Paz og Potosí med henblik på transport af malm og mineraler og indenlandsk transport. Investeringslysten blev dog hæmmet af, af nabolandet Peru i 1870'erne oplevede en statsbankerot som følge af udgifterne til anlæg af en jernbane over Andesbjergene.
Den første linje i landet blev anlagt over Andesbjergene, og herefter blev anlagt en linje fra La Paz over Altiplano sydpå til Villazon ved grænsen til Argentina. Der blev bygget linjer, der gav adgang til havnene i Arica og Antofagasta. Den hastige udbygning af minedriften efter tin og sølv betød, at anlæg af jernbane blev prioriteret i 1920'erne. Linjerne gik fra minerne til kysten uden hensyntagen til placeringen af landets befolkningscentre og befolkningens transportbehov. Linjerne blev bygget med forskellig sporvidde, hvilket har gjort integration af jernbanenettet vanskelig, og jernbanenettet er aldrig blevet sammenhængende. Sporvidden på alle linjer er i dag 1.000 mm, hvilket imidlertid hæmmer integrationen med linjer til nabolandene, der har anden sporvidde.
Jernbanenettet er opdelt i en vestlig og en østlig del, der ikke er indbyrdes forbundet. Der er dog etableret forbindelse via Argentinas jernbanenet over Gran Chaco. Der er jernbaneforbindelser til Argentina, Brasilien og Chile. Jernbaneforbindelse til Peru sker via jernbanefærge over Titicacasøen.
Jernbanestrækningen fra havnebyen Antofagasta til højlandet blev påbegyndt i 1873, da byen var en del af Bolivia. Jernbanen løb op gennem Andesbjergene mod højlandet. På linjen ligger en station i Collahuasi 4.815 meters højde, hvilket ved anlægget var den højstbeliggende jernbanestation i verden. På banens første strækninger blev vognene trukket med muldyr; først i 1876 blev damplokomotiver taget i brug. I 1879 brød Stillehavskrigen ud, bl.a. som følge af Bolivias ønske om forøgelse af beskatningen af jernbanen. Krigen blev afsluttet i 1883, hvilket betød tab af området omkring Antofagasta. Jernbanestrækningen blev dog fortsat udviklet og nåede i 1892 Oruro og senere Uyuni. Linjen, der løber gennem en af verdens tørreste ørkener, er fortsat i brug.

### Offentlig transport
Privatbilisme er ikke udbredt i Bolivia, og jernbanenettet er dårligt udbygget. En stor del af bolivianernes behov for offentlig transport dækkes af busser, der drives af private operatører. Tidligere var det udbredt at rejse mellem byerne på ladet af lastbiler (camiónes), men busnettet er i dag veludbygget (i forhold til det eksisterende vejnet) og rejse med camiónes er i dag en sjældenhed.
Inden for de større byer dækkes behovet for offentlig transport af kørsel med minibusser (såkaldte "micros") og de endnu mindre "trufi"-busser. Kørsel med microer og trufier er billig og koster (2014) normalt mellem 1-2 bolivianos (ca. 20-40 øre).
En række byer (bl.a. Santa Cruz) har skinnebusser.

### Lufttransport og flyvepladser
Grundet Bolivias geografi og de mindre udbyggede vej- og jernbaneforbindelser, er lufttransport vigtig i landet. Bolivia råder over 855 flyvepladser, hvoraf de 21 er asfalterede (2013). 5 af disse er længere end 3.047 m. De tre største lufthavne er de internationale lufthavne El Alto International Airport ved La Paz, Viru Viru International Airport i Santa Cruz og Jorge Wilstermann International Airport i Cochabamba.
Bolivias størst luftfartsselskab er det statsejede Boliviana de Aviación, der blev grundlagt i 2007, som afløser for det daværende Lloyd Aéreo Boliviano. Boliviana de Aviación har en flåde af Boeing 737 og 767, der betjener en række indenrigsruter, ruter til byer i Sydamerika og til Miami og Madrid.
Luftfart i Bolivia er tæt forbundet med det bolivianske luftvåben 'Fuerza Aérea Boliviana' (FAB), der driver de to luftfartsselskaber TAM (Transporte Aéreo Militar) og TAB (Transportes Aéreos Bolivianos). TAM driver en række indenlandske passagerruter til uvejsomme områder i landet, som ikke kan drives på sædvanlige kommercielle markedsvilkår. TAB er et transportselskab, der med en flåde af bl.a. C-130 Hercules har faste flyvninger til Panama, Miami og Houston og i øvrigt drives på charterbasis.
Et mindre luftfartsselskab er Línea Aérea Amaszonas, der flyver en række indenrigsruter samt ruter til Bolivias nabolande. To mindre luftfartsselskaber, Aerocon og EcoJet driver en række indenrigsruter.

### Havneanlæg
Bolivia har ikke en kystlinje, men har på trods heraf en række havnefaciliteter til rådighed i kraft af internationale aftaler.
Efter Bolivias nederlag i Stillehavskrigen og den efterfølgende afståelse af sin kystlinje til Chile fik Bolivia som led i fredsslutningen frihavnsrettigheder og til adgang havnen i Arica i det nordlige Chile.
I oktober 2010 indgik Bolivia en aftale med Peru, der gav Bolivia adgang og frihavnsrettigheder i 99 år i havnen ved Ilo ved Perus sydlige stillehavskyst. Bolivia har tilsvarende rettigheder til havne i Argentina og Brasilien.
Udover adgang til havnefaciliteter ved havene, har Bolivia havnefaciliteter ved Titicacasøen i Guaqui samt havnefaciliteter ved flere af floderne i Amazonbassinet i lavlandet i den østlige del af landet, herunder ved den internationale vandvej ved Paraguayfloden.
Bolivias handelsflåde bestod i 2008 af 23 fartøjer, heraf 11 fragtskibe, 7 olietankere og 3 kemikalietankskibe.

## Demografi
Ifølge de to seneste folketællinger i Bolivia voksede befolkningen fra 8.274.325 (4.150.475 kvinder og 4.123.850 mænd) i 2001 til 10.027.254 i 2012. Gennem de sidste 50 år er den bolivianske befolkning tredoblet; hvilket har givet en årlig befolkningsvækst på 2,25 %. Befolkningsvæksten i perioderne mellem folketællingerne (1950–1976 og 1976–1992) var på omkring 2,05 %, hvorimod tilvæksten i den sidste periode (1992–2001) var på 2,74 % årligt.
62,43% af Bolivias befolkning lever i byerne og de resterende 37,57% bor på landet. Hovedparten af befolkningen (70%) er koncentreret i departementerne La Paz, Santa Cruz og Cochabamba. I Andesregionen Altiplano er befolkningen koncentreret i departementerne La Paz og Oruro, i dal-regionerne er befolkningen primært bosat i departementerne Cochabamba og Chuquisaca, mens det i Llanos-regionen er Santa Cruz og Beni, der har den største koncentration. Befolkningstætheden i hele landet er 8,49 indbyggere pr. km2, der regionalt varierer mellem 1,73 (Pando) og 31,60 (Cochabamba).
Bolivia har en ung befolkning. Ifølge folketællingen i 2011 er 59 % af befolkningen mellem 15 og 59 år gammel, 39 % er under 15 år. Næsten 60 % af befolkningen er yngre end 25 år.

### Etnicitet
Bolivias befolkning består af flere forskellige etniske grupper. Ca. 55 % af befolkningen udgøres af ca. 35 forskellige oprindelige folkeslag, hvilket er den højeste andel af oprindelige folk i Latinamerika. De største oprindelige befolkningsgrupper er Quechaerne (2,5 mio.), Aymaraerne (2 mio.), Chiquitano (180.000) og Guaraní (125.000). Den resterende del af befolkningen udgøres af mestizer (ca. 25-30 %) og hvide (ca. 15 %).
De oprindelige folk ("originarios") udgøres af flere folkeslag/stammer. I Andesregionen er Aymaraerne og Quechaerne fremtrædende og bebor den vestlige del af departementerne La Paz, Potosí, Oruro, Cochabamba og Chuquisaca. Andre oprindelige folk blandt Bolivias befolkning er Guaraní og Moxoer, der bebor områder i departementerne Santa Cruz, Beni, Tarija og Pando.
Mestizer udgør ca. 25-30 % af befolkningen og er jævnt fordelt over landet. De fleste mestizer identificerer sig selv med en eller flere af de oprindelige folk.
Hvide udgør ca. 15 % af befolkningen og er koncentreret om de største byer: La Paz, Santa Cruz de la Sierra og Cochabamba og i den lidt mindre by Tarija. I Santa Cruz departementet er der flere plattysktalende samfund (mennoniter) på samlet ca. 40.000 personer (i 2012).
I departementet La Paz bor en del efterkommere af afrikanske slaver ("afroboliviano"), der blev bragt til området af de spanske koloniherrer. Efterkommerne er koncentreret i provinserne Nor Yungas og Sud Yungas. Slaveriet i Bolivia blev ophævet i 1831.
Bolivianere af asiatisk oprindelse er en lille, men økonomisk vigtig minoritet, der primært består af japanere (14.000), kinesere (4.600), koreanere og libanesere.
Herudover er der mindre befolkningsgrupper af europæiske oprindelse, ligesom der er flere indbyggere, der er indvandret fra de øvrige lande i Latinamerika. Der er større peruvianske samfund i byerne La Paz, El Alto og Santa Cruz de la Sierra.

#### Oprindelige folk
De oprindelige folk i Bolivia kan inddeles i to hovedgrupper: Folkene i Altiplano og i dalene og folkene i lavlandet, der bebor de varme områder i det centrale og østlige Bolivia, herunder dalene i Cochabamba departementet og området i Amazonbassinet. Flere af højlandets indbyggere (quecha og aymara) er også flyttet til områderne i lavlandet, hvor de udgør selvstændige samfund.
- Andes etniciteter
  - Aymaraerne bebor højlandet i plateauet i departementerne La Paz, Oruro og Potosí, samt en række mindre områder nær de tropiske sletter.
  - Quechuaerne bebor primært dalene i departementerne Cochabamba og Chuquisaca. Der er også større quecha-befolkninger i bjergregionerne i departementerne Potosí og Oruro. Quechuaerne er igen inddelt i en række forskellige stammer såsom Tarabucos, Ucumaris, Chalchas, Chaquies, Yralipes, Tirinas m.fl.
  - Uruerne bebor området omkring Titicacasøen.

- Etniciteter i de østlige og sydlige lavland
  - Guaraníerne bebor området i den syd-østlige region nær Paraguay og består af flere forskellige stammer, som Guarayos, Pausernas, Sirionó, Chiriguanos, Wichí, Chulipi, Taipete, Toba og Yuqui.
  - Tacanaer består af stammerne Leco, Chimane, Araona og Maropa.
  - Panoer består af stammerne Chacobo, Caripuna, Sinabo, Capuibo og Guacanagua.
  - Aruacoer består af stammerne Apolista, Baure, Moxo, Chané, Movimas, Cayabaya, Carabeca, Paiconeca og Paucanaca.
  - Chapacuraer består af stammerne Itenez, Chapacura, Sansinoniano, Canichana, Itonama, Yuracare, Guatose og Chiquito.
  - Botocudos består af stammerne Bororo og Otuqui.
  - Zamucoer og Ayoreoer.

### Sprog
Bolivias forfatning lægger vægt på multikulturalisme og anerkender de oprindelige folks sprog som officielle sprog i landet. Udover spansk anerkendes 36 oprindelige sprog.
Spansk er det mest udbredte officielle sprog i landet ifølge folketællingen i 2001, idet sproget tales af 88,4% af befolkningen som første- eller andetsprog. Alle juridiske og officielle dokumenter udstedt af staten udfærdiges på spansk.
Udover spansk og de oprindelige sprog taler ca. 70.000 indbyggere (menonitter) plattysk, ligesom der i dele af grænseområderne mod Brasilien tales portugisisk.

### Religion
Indtil vedtagelsen af Bolivias nuværende forfatning i 2009 var katolicisme statsreligion i landet. Med vedtagelsen af den nuværende forfatning blev Bolivia en sekulær stat og forfatningen garanterer religionsfrihed. Religion spiller dog en stor rolle i landet. Ifølge folketællingen i 2001 er 78 % af befolkningen katolikker, 19 % protestanter og 3 % ikke-religiøse. Den katolske kirke spiller fortsat en stor rolle i landet som vejleder i moralske spørgsmål, særlig i byerne.
Store dele af den oprindelige befolkning blander traditionel religion og overbevisning med kristendom og religiøs synkretisme mellem kristendommen og traditionelle skikke m.v. er udbredt i den oprindelige befolkning. Pachamama-kulten (eller "Moder Jord") og retninger, der tilbeder Jomfruen i Copacabana m.fl. er udbredte. En række aymara-samfund nær Titicaca-søen har en stærk tro og tilknytning til apostelen Jakob den Ældre.
Andre guddommeligheder, der tilbedes i Bolivia omfatter Ekeko, en aymara-gud for fremgang og velstand, der fejres hver den 24. januar, og Guaraní-guden Tupá.

### Urbanisering
Ca. 67% af bolivianerne lever i byer, hvilket er blandt den laveste andel i Sydamerika. Urbaniseringsraten er dog jævnt stigende og udgør ca. 2,5 % årligt. Ifølge folketællingen i 2012 er der 3.158.691 husholdninger i Bolivia — en stigning på 887.960 fra 2001. I 2009 var 75,4% af alle hjem klassificeret som et hus, hytte eller tilsvarende; 3,3 % var lejligheder; 21,1 % var lejede værelser/andele; og 0,1 mobilehomes. De fleste af landets største byer er beliggende i højlandet i de vestlige og centrale regioner.
Bolivias største byer er La Paz, El Alto, Santa Cruz de la Sierra og Cochabamba. La Paz og El Alto udgør et samlet byområde med El Alto beliggende direkte på højsletten og La Paz i dalen nedenfor.

## Kultur
Boliviansk kultur er influeret af landets oprindelige befolkning af primært quechua og aymara etniciteter samt populærkultur i Latinamerika. Den kulturelle udvikling kan opdeles i landets tre historiske perioder: Den præ-columbianske, den koloniale og den republikanske periode.
Fra den præ-columbianske periode forefindes vigtige arkæologiske udgravningssteder og ruiner, ligesom de præcolumbianske kulturer har efterladt en række genstand og kunstværker i guld og sølv, stenmonumenter, keramik, klædedrager m.v. Større ruiner i landet fra perioden omfatter Tiwanaku, El Fuerte de Samaipata, Inkallaqta og Iskanawaya. Bolivia er et tyndt befolket land med områder, der er vanskeligt tilgængelige, og landet indeholder derfor områder, der endnu ikke er sket væsentlige arkæologiske undersøgelser.
Spanierne medbragte deres egne traditioner fra hjemlandet, herunder spansk traditionel kunst og arkitektur, som de oprindelige indbygge og mestizer videreudviklede til en nuanceret stil inden for maleri, skulptur og arkitektur kendt som "Mestizo Baroque". Koloniperioden bragte ikke blot malerier af malere som Pérez de Holguín, Flores, Bitti m.fl., men også en række håndværksarbejder af guld- og sølvsmede, træsnit, stentøj m.v. Indenfor musik er musik i religiøs musik inden stilarten Mestizo Baroque i nyere tid blevet genopdaget og offentligt fremført med positive anmeldelser.
I den republikanske periode i det 20. århundrede har Bolivia været kendetegnet ved bl.a. følgende fremtrædende malende María Luisa Pacheco, Roberto Mamani Mamani, Alejandro Mario Yllanes og Alfredo Da Silva. Indenfor skulptur er Marina Núñez del Prados værker berømmet.
Boliviansk musik afspejler også landets historie. Traditionel musik blandt de oprindelige folk med traditionel instrumentering (fløjte, slagtøj m.v.) er udbredt og har fundet nye former i fusion med spansk musikalsk tradition og instrumentering (guitar og tilsvarende strengeinstrumenter). Herudover er landet inspireret af latinamerikansk musik, herunder musik inspireret at afrikansk musik bragt til kontinentet af afrikanske slaver. Umiddelbart efter selvstændigheden i 1825 var bolivianske musik i hovedsagen baseret på europæisk musiktradition, men fra omkring 1950'erne blev landets musikalske rødder genopdaget.
Traditionel boliviansk musik (folkemusik) er meget varieret og forskelligartet fra region til region og er tit knyttet til forskellige folkedanse. "Djævledansene" ved det årlige karneval i Oruro er en af de største folkemusikalske begivenheder i Sydamerika og var en af de første begivenheder, der blev optaget på UNESCOs liste over Mesterværker i mundtlig og immateriel kulturarv i 2008. Tilsvarende karnevaler afholdes i mange andre byer i Bolivia, herunder i byen Tarabuco.

### Sport
Som i alle andre sydamerikanske lande, er den mest populære sport i Bolivia fodbold. Der er mere end 2.000 registrerede klubber i landet. Landets primære liga er Liga Professional de Futbol Bolivia. Kendte bolivianske spillere gennem tiden er bl.a. Erwin Sánchez (bl.a. S.L. Benfica) og Marco Etcheverry (bl.a. FC Barcelona).
Bolivias fodboldlandshold deltog ved VM i fodbold 1930 og 1950 uden at komme forbi de indledende runder. Ved VM i 1994 i USA deltog landet igen med et hold, der var trænet af Xavier Azkargorta. Holdet i 1994 kom dog heller ikke længere end indledende runde.
I Copa América har fodboldlandsholdet haft større succes. Holdet vandt turneringen i 1963 og blev nr. 2 i 1997, begge gange som værter ved turneringen.
Andre populære sportsgrene er tennis, motorsport, ridning m.v.